# Liste der Biografien/Pfy
Liste der Biografien |
Portal Biografien |
Personensuche
# |
A |
B |
C |
D |
E |
F |
G |
H |
I |
J |
K |
L |
M |
N |
O |
P |
Q |
R |
S |
T |
U |
V |
W |
X |
Y |
Z |
?
 
Pa |
Pc |
Pe |
Pf |
Ph |
Pi |
Pj |
Pk |
Pl |
Pm |
Pn |
Po |
Pr |
Ps |
Pt |
Pu |
Pv |
Pw |
Py
 
Pfa |
Pfe |
Pfi |
Pfl |
Pfn |
Pfo |
Pfr |
Pfu |
Pfy
Die Liste der Biografien führt alle Personen auf, die in der deutschsprachigen Wikipedia einen Artikel haben. Dieses ist eine Teilliste mit 15 Einträgen von Personen, deren Namen mit den Buchstaben „Pfy“ beginnt.

## Pfy

### Pfyf
- Pfyffer von Altishofen, Alphons Maximilian (1834–1890), Schweizer Architekt, Hotelier und Generalstabschef
- Pfyffer von Altishofen, Benedikt (1731–1781), Schweizer Theologe und Abt der Zisterzienserabtei St. Urban
- Pfyffer von Altishofen, Franz Ludwig (1699–1771), Kommandant der Schweizergarde
- Pfyffer von Altishofen, Franz Xaver Christoph (1680–1750), Schweizer Jesuit und Kandelredner
- Pfyffer von Altishofen, Johann Rudolf († 1657), 10. Kommandant der Schweizer Garde
- Pfyffer von Altishofen, Karl (1771–1840), Schweizer Militär und Staatsmann

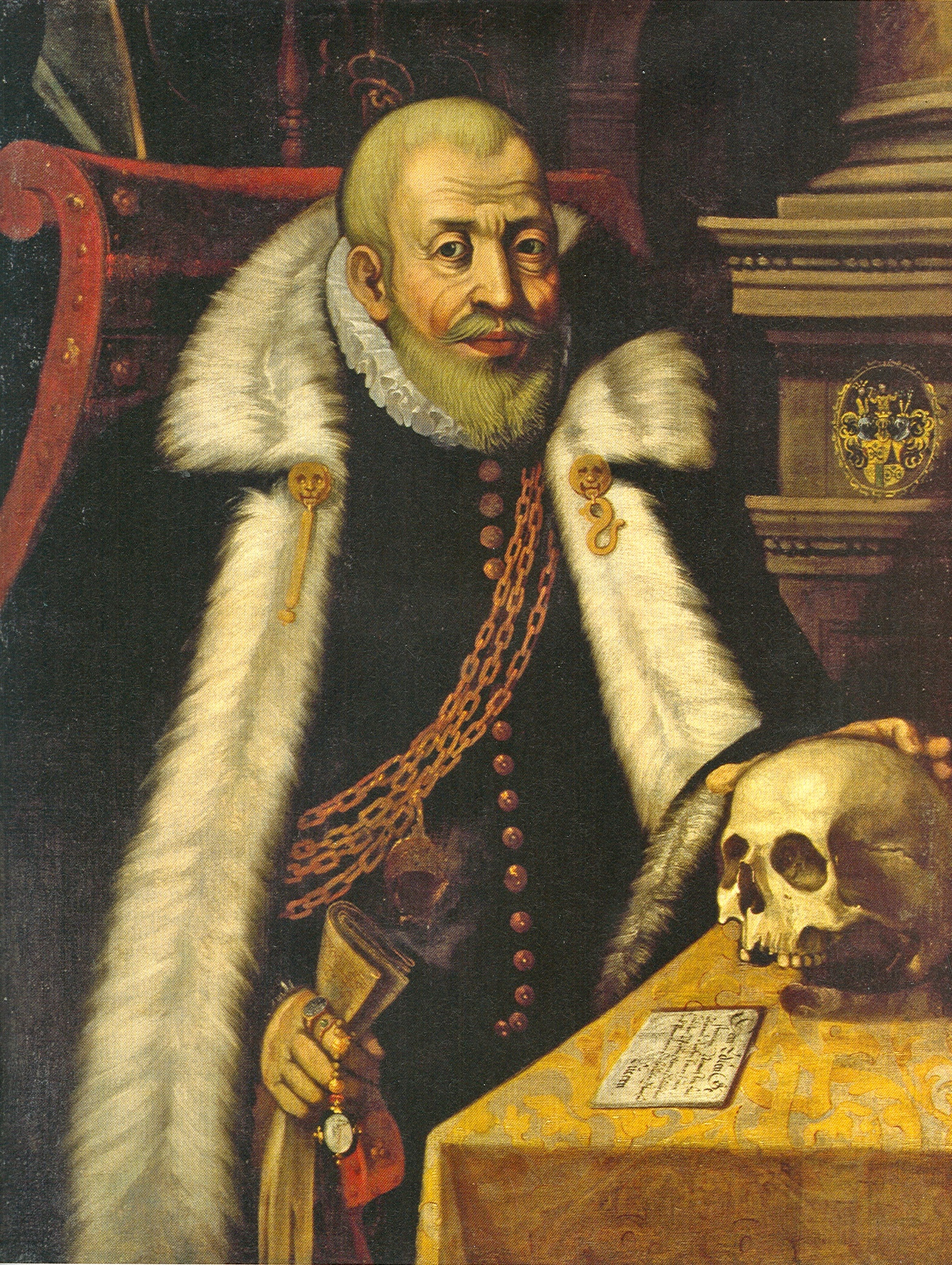
Ludwig Pfyffer von Altishofen (1524–1594)

- Pfyffer von Altishofen, Ludwig (1524–1594), Schweizer MilitärführerLudwig Pfyffer von Altishofen (1524–1594)
- Pfyffer von Altishofen, Ludwig (1612–1686), 11. Kommandant der Schweizer Garde
- Pfyffer zu Neueck, Josef Jakob Xaver (1798–1853), Schweizer Beamter, Politiker und Autor
- Pfyffer, Alphons (1753–1822), Schweizer Politiker
- Pfyffer, Casimir (1794–1875), Schweizer Jurist, Politiker und Publizist
- Pfyffer, Franz Ludwig (1716–1802), Schweizer Politiker und Topograf
- Pfyffer, Niklaus (1836–1908), Schweizer Landschaftsmaler und Radierer
- Pfyffer-Feer, Jakob (1745–1809), Schweizer Politiker und Militär

### Pfyl
- Pfyl, Marco (* 1997), Schweizer Kunstturner